# Solid Ball of Rock
Solid Ball of Rock è il decimo album dei Saxon, uscito nel 1991 per l'Etichetta discografica Charisma Records.

## Il disco
È il primo album in studio con il giovane Tim "Nibbs" Carter al basso, subentrato a Paul Johnson alla fine del 1988 durante il tour di Destiny. A livello compositivo il disco segna un ritorno a sonorità meno commerciali e più elaborate, merito del forte apporto compositivo di Carter, mai più eguagliato dal punto di vista quantitativo; il contributo di Johnson è riscontrabile in due canzoni. Alla produzione troviamo il tedesco Kalle Trapp, noto per il lavoro con i Blind Guardian.

## Tracce
1. Solid Ball of Rock (B. Tchaikovsky/M. Broad Bent) - 4:35
2. Altar of the Gods (Carter) - 3:30
3. Requiem (We Will Remember) (Carter/Byford/Oliver/Glockler) - 5:16
4. Lights in the Sky (Byford/Johnson/Quinn) - 4:03
5. I Just Can't Get Enough (Byford/Johnson/Quinn) - 4:34
6. Baptism of Fire (Carter) - 3:08
7. Ain't Gonna Take It (Carter/Byford/Oliver/Glockler) - 4:47
8. I'm on Fire (Carter) - 4:24
9. Overture in B-Minor/Refugee (Carter/Byford) - 5:42
10. Bavarian Beaver (Carter) - 1:17
11. Crash Dive (Carter) - 4:21
12. Reeperbahn Stomp (Carter, Bonus Track su CD) - 3:26

## Formazione
- Biff Byford - voce
- Graham Oliver - chitarra
- Paul Quinn - chitarra
- Nibbs Carter - basso
- Nigel Glockler - batteria